# Az Amerikai Egyesült Államok Capitoliuma ostromának idővonala

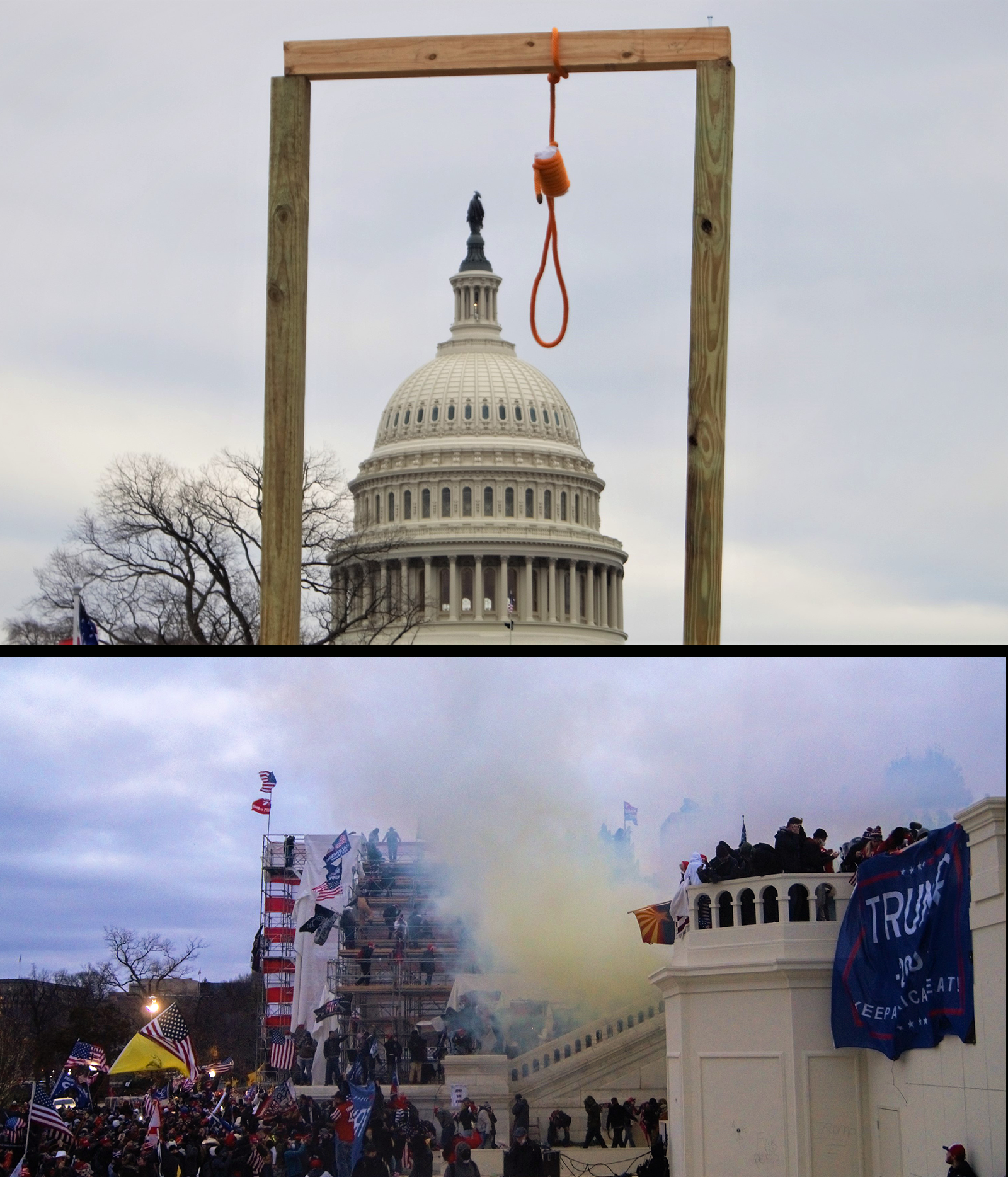
Egy akasztófa (felül) és a támadók tömege egy gázfelhőben (alul) a Capitolium épülete előtt, 2021. január 6-án

Az alábbi szócikk az Amerikai Egyesült Államok Capitoliumának ostromának eseményeinek ismert idővonalát mutatja be, 2021. január 6-án. Donald Trump követői azt követően támadták meg az épületet, miután összegyűltek meghallgatni az elnök beszédét az Ellipse-en, a Save America March felvonulás részeként.
A felvonuláson Donald Trump Jr., Rudy Giuliani és a Kongresszus több republikánus tagja is adott beszédet, megismételve az alaptalan kijelentéseiket, hogy választási csalás történt a 2020-as elnökválasztás idején. Egyórás beszédjében Trump arra késztette követőit, hogy vonuljanak a Capitoliumhoz, biztosítva őket arról, hogy ő is velük lesz, azzal a céllal, hogy a Kongresszus „csak azokat az elektorokat számolja, akiket törvényesen hitelesítettek.” Mondanivalójának vége felé azt mondta, hogy „harcolunk. Úgy harcolunk, mint a pokol. És ha nem harcoltok úgy, mint a pokol, nem lesz többé országotok.”
A tüntetés erőszakossá változott, mikor a résztvevők több rendőrségi barikádot is áttörtek, megtámadták a capitoliumi rendőrség tisztjeit, majd elfoglalták, vandalizálták és kirabolták az épület részeit órákon át. Az események következtében öten haltak meg: egy tüntető, Ashli Babbitt, akit a rendőrség lőtt meg, miután megpróbált betörni a Szenátus kamrájába, ketten szívproblémában haltak meg, míg egy másik amfetamin túladagolásban. Brian Sicknick capitoliumi rendőr egy nappal az ostrom után halt meg, miután az előző nap megverték, paprika sprayt fújtak rá és fejbe verték egy tűzoltó készülékkel. Halálának oka agyi érkatasztrófa volt.
Minden időpont helyi idő (UTC−05:00) szerint van megadva.

## Az ostrom előtti időszak

### 2020
- szeptember 29.: az elnöki vita közben Trump készenlétre szólítja a szélsőjobboldali Proud Boys csoportot.[15]
- november 3.: a választás napja.
- november 7.: Az Associated Press, a Fox News és minden más nagy amerikai hírügynökség kihirdeti, hogy Biden megnyerte Pennsylvania államát, ezzel megnyerve a választást.[16][17]
- november 9.:
  - Trump kírúgja Mark Esper védelmi minisztert és a helyére Christopher C. Millert helyezi megbízottként.[18][19][20] Erre válaszként a CIA igazgatója, Gina Haspel egy beszélgetésben elmondja Mark A. Milley-nek, az amerikai hadsereg fejének, hogy „úton vagyunk egy szélsőjobboldali puccs felé.”[21]
  - Az Oath Keepers tagja, Jessica Watkins küld egy üzenetet, amelyben meghív embereket a csoport edzésére Ohióba, azt mondva, hogy „Készen kell állnotok a harcra beiktatás idejére.”[22]
- november 14.: több, mint 10 ezer ember gyűlik össze a Freedom Plaza utcán, a Million MAGA March elnevezésű tüntetésre, hogy támogassák Trump kijelentéseit az „ellopott” választással kapcsolatban.[23] A beszédet adók között volt Alex Jones és Marjorie Taylor Greene képviselő is.[24] Trump gépkocsikísérete körbejárja a Freedom Plazát.[24] A Proud Boys, az Oath Keepers, és a Three Percenters szélsőjobboldali csoportok tagjai mind részt vesznek a tüntetésen.[25] A Proud Boys többször is megütközik ellentüntetőkkel.[24][25] Legalább 20 embert letartóztatnak és két rendőr megsérül.[25] Aznap este Trump méltatja az ellentüntetőkkel küzdő követőit.[26][27] Éjfélhez közeledve egy nagy „TRUMP TÖRVÉNY ÉS REND” feliratot elfektetnek a Black Lives Matter Plazára, majd közelebb viszik a Fehér Házhoz.[24]
- november 21.: A Women for America First engedélyt kér, hogy felvonulhasson a Lincoln-emlékműnél december 12-én. A csoport eredeti kérését elutasították a beiktatásra való felkészülés miatt.[28]
- december 1.: Bill Barr főügyész azt mondja egy interjúban, hogy nincsen semmiféle bizonyíték arra, hogy olyan választási csalás történt volna, ami megváltoztatná annak eredményét.[29] Mikor Trump meghallja, hogy Barr ellenállt neki, ebédjét a falhoz vágja, egy fehér házi tanácsadó elmondása szerint a Január 6. Bizottság meghallgatásán, 2022. június 28-án.[30][31][32]
- december 2.: a Facebook feloszlatja az Állampolgári Integritás csapatát, miután kiszivárgott, hogy nem tesznek eleget. Ezzel lelassul a Facebook-csoportok megfigyelésének folyamata, sokkal többen tudnak hamis információkat terjeszteni és felhívni társaikat politikai erőszakra.[33] A cég ezek mellett teljesen elveti a választási időszakra létrehozott intézkedéseit.[34]
- december 7.: Az Arizonai Republikánus Párt megkérdezi követőit, hogy hajlandóak-e életüket adni a választási eredményekért való küzdelemben.[26][35][36]
- december 8.: Michael Flynn tábornok elnöki kegyelmet kap. Január 5-én később részt fog venni az aznap rendezett eseményeken Washingtonban.[37]
- december 12.:
  - A Proud Boys felvonul a Freedom Plazán, Washingtonban, mielőtt egy aznap Trump által rendezett tüntetés megkezdődne.[38]
  - Több ezren részt vesznek Trumpot támogató felvonulásokon Washingtonban, amelyek közül sokan a Proud Boys tagjai.[38] A beszédet adók között van többek között Michael Flynn, Sebastian Gorka, Alex Jones, Stewart Rhodes, az Oath Keepers vezetője, illetve David Harris Jr., Nick Fuentes és Mike Lindell podcast-műsorvezetők.[26][39][40] Jones azt mondja beszédében, hogy „Joe Biden egy globalista, és Joe Biden vagy így-vagy úgy, el lesz távolítva.”[39] Harris azt mondja, hogy ha polgárháború lenne „mi vagyunk, akiknek vannak fegyvereik.”[39] Fuentes arra buzdítja a tömeget, hogy azt kiabálják, hogy „Pusztítsuk el a GOP-t!”[40] Flynn pedig biztosítja a tüntetőket arról, hogy Trump lesz a következő elnök.[38] Rhodes felszólítja Trumpot, hogy használja fel a Lázadás Törvényt, amely egy „sokkal véresebb háborúhoz” vezetne.[26] Trump többször is elrepül a tömeg fölött a Marine One helikopterben és Twitteren köszöni meg az emberek támogatását.[39][40][41]
  - A Proud Boys és az ellentüntetők többször is megütköznek, legalább 33 embert letartóztatnak.[38] Aznap este a Proud Boys tagjai megtámadnak négy templomot és elégetnek egy Black Lives Matter-transzparenst.[26]
- december 14.:
  - Biden megnyeri az elektori szavazást.[42]
  - Trump által kinevezett elektorok Arizonában, Georgiában, Michiganben, Nevadában, Pennsylvaniában és Wisconsinban is (ahol mindenhol Biden nyert) leadnak szavazatokat,[43][44] létrehozva „alternatív” és törvényileg semmi joggal nem rendelkező elektori szavazatokat.[45][46] A csoportok az öt államban elküldték a hamis szavazatokat a Nemzeti Archívumnak,[47][48][49] de azok ezt nem adták tovább a Kongresszusnak, mert törvényileg csak az államok által hitelesített szavazatokat lehet továbbadni.[49]
  - William Barr főügyész lemond.[50]
- december 16.: A The Three Percenters – Original országos tanácsa, az egyik legnagyobb Three Percenter-milícia, kiad egy közleményt, azt írva, hogy az amerikai emberek ellen széleskörű csalás történt.[26]Készen állunk és várunk az elnökünk hívására, ha esetleg lenne szükség, hogy Mi Az Emberek visszavegyük az országunkat a gonosztól, amely összefogott, hogy ellopja az országunkat az amerikai emberektől. Készen állunk, hogy harcba álljunk Flynn tábornok vezetésével. Nem fogunk semmit tenni, amíg fel nem szólítanak rá. És nem fogunk semmit tenni egyedül, mint a TTPO, hanem mint egy együttes test az amerikai hazafiakért Az Országos Tanács, The Three Percenters – Original[26]
  - A Trump Nemzetközi Hotelben tartott ebéd alatt elkészül egy elnöki parancs. A parancs felszólítaná a védelmi minisztert, hogy kobozzanak el szavazógépeket és Sidney Powellt kinevezné a művelet élére, különleges tanácsadóként.[51]
- december 17.: Paul Gosar képviselő azt mondja, hogy Trump megnyerte Arizona államát, mivel elloptak 700 ezer szavazatot.[26][52]
- december 18-19.:
  - Előre nem tervezett találkozók az elnök irodájában, Sidney Powell, Michael Flynn és Patrick Byrne részvételével. Miután tudomást szerez a megbeszélésről, Pat Cipollone csatlakozik hozzájuk. Eric Herschmann szerint Venezuela beavatkozott a választásba. A megbeszélés a Sárga Oválisban folytatódik és éjfél utánig tart. Mark Meadows kivezeti Giulianit az épületből, hogy nehogy „visszakalandozzon az elnöki rezidenciára.”[53]
  - 1:42 – Trump bejelenti a január 6-i felvonulását a Twitteren:

Statisztikailag lehetetlen, hogy elvesztettük a 2020-as Választást. Nagy tüntetés D.C.-ben január 6-án. Legyetek ott, vad lesz!
- december 19.: Egy arizonai tüntetésen Ali Alexander erőszakra szólít azon republikánus képviselők ellen, akik nem küzdenek a választás eredmény ellen.[26]
- december 20.: A wildprotest.com domain-nevet regisztrálják. A weboldal egy január 6-i tüntetést népszerűsít a Capitolium épületének közelében, 10. órától 17 óráig.[56]
- december 21.: Mo Brooks (R-AL) elmondása szerint Trump találkozott a Kongresszus republikánus tagjaival a Fehér Házban, hogy megbeszéljék a „stratégiát január 6-ra.” Brooks elmondta a Politconak, hogy vannak tervek az eredmény megváltoztatására hat államban, az elektorokról tartó vita akár 18 óráig is tarthat, átfordulva másnapra. A megbeszélés résztvevői között volt Mike Pence, Mark Meadows, Rudy Giuliani, Andy Biggs (R-AZ), Matt Gaetz (R-FL), Louie Gohmert (R-TX), Jody Hice (R-GA), Jim Jordan (R-OH) képviselők és Marjorie Taylor Greene (R-GA) megválasztott képviselő.[57][58][59][60]
- december 22.:
  - Az Oath Keepers floridai vezetője, Kelly Meggs a következőt írja Facebookon „Trump azt mondta vad lesz!!!!!!!,” hozzáadva, hogy "Vad lesz!!!!!!! Azt akarja, hogy tegyük VADDÁ, azt mondja. A Capitoliumhoz hívott és azt akarja, hogy tegyükvaddá!!!! IgenUramIgen!!! [sic] Uraim indulunk Washingtonba, pakoljatok össze!!"[22][61]
  - George Papadopoulos elnöki kegyelmet kap. Január 5-én később részt fog venni az aznap rendezett eseményeken Washingtonban.[62]
- december 23.: Roger Stone elnöki kegyelmet kap. Január 5-én később részt fog venni az aznap rendezett eseményeken Washingtonban.[63]
- december 27.:
  - Egy Trumppal folytatott telefonbeszélgetésben Jeffrey Rosen megbízott főügyész és Richard Donoghue megbízott helyettes főügyész megismétlik neki, hogy „a DOJ nem tudja és nem fogja az ujjainak csettintésével megváltoztatni a választás eredményét.” Erre Trump azt válaszolja, hogy „Csak mondjátok azt, hogy a választás korrupt volt és a többit hagyjátok rám és a republikánus kongresszusi képviselőkre.”[50]
  - Trump Twitteren népszerűsíti a január 6-i tüntetést.[54][64]
- december 30.:
  - Trump ismét Twitteren népszerűsíti a január 6-i tüntetést.[54][65]
  - Regisztrálják a MarchtoSaveAmerica.com domain-nevet.[56]
  - Egy népszerű szélsőjobboldali Youtuber egy videóban azt mondta, hogy legalább egy millió felfegyverzett amerikait várt a január 6-i vörös menyegzőre, amely egy utalás a Trónok harca Castamere-i esők epizódjában történt mészárlásra.[66]
- december 31.: Erre az időpontra már kijelölik a tüntetés helyszínét a wildprotest.com weboldalon, északkeletre a Capitolium épületétől.[56] Újév napján Muriel Bowser, Washington polgármestere kéri a Nemzeti Gárda kiküldését, miután boltok elkezdtek bezárni a belvárosban.[67]

### 2021. január 1., Péntek
- A nemzeti parkok karbantartói szolgáltatója engedélyt ad a March for Trump tüntetés megrendezésére a Women for America First csoportnak, nagyjából 5000 várt résztvevővel.[68]
- Trump megosztja a január 6-i felvonulás időpontját.[54][69][70][71]

### 2021. január 2., Szombat
- Tizenhárom szenátor, többek között Ted Cruz és Josh Hawley, illetve 100 republikánus képviselő megígérik, hogy tiltakozni fognak a választás hitelesítése ellen.[54]
- Amy Kremer (Women for America First) bejelent egy tüntetést az Ellipse-en, reggel 7 órai kezdéssel.[56][72]
- Carol Corbin (DOD) üzenetet küld a Capitoliumi Rendőrség helyettes igazgatójának, Sean Gallaghernek, megkérdezve, hogy szükségük lesz-e a Nemzeti Gárdára január 6-án.[73][74]

### 2021. január 3., Vasárnap
- Sean Gallagher (USCP) válaszol Corbinnak (DOD), hogy csapatával való konzultációt követően nem tartja szükségesnek a Nemzeti Gárdára jelenlétét.[73]
- Trump bejelenti, hogy ott lesz az Ellipse-en.[56][75]
- Trump felszólítja Christopher C. Millert, hogy „tegyen meg mindent, ami szükséges, hogy megvédjék a tüntetőket január 6-án.”[76]
- Dustin Stockton, volt Breitbart-munkatárs, az Ellipse-esemény egyik tervezője, több beszédet is január 5-re mozdít, hogy Trumpnak legyen elég ideje.[56]
- 13:00: a March to Save America weboldalán hozzáadják január 6. eseményeihez a tüntetést a Capitoliumnál.[56]
- Egy belső üzenet a Capitloiumi Rendőrségen azt jelzi, hogy erőszakos, fehér felsőbbrendűségben hívő csoportok és milíciák fognak Washingtonba érkezni, készen állva arra, hogy a Capitoliumot célba vegyék.[77]
- A Rally to Revival tüntetést engedélyt kap a Freedom Plazán, január 5-re, de felvonulás nélkül.[56]
- Egy megbeszélésen az Ovális Irodában Trump megpróbálja elérni, hogy Jeffrey Clark legyen az Igazságügyi Minisztérium vezetője (Clark támogatja Trump kijelentéseit, hogy a választások idején csalások történtek). A Minisztérium és a Fehér Ház hivatalnokai is azt mondják neki, hogy nem támogatják az ötletet.[78] Jeffrey Rosen és helyettese, Richard Donoghue, illetve Steven Engel is mind lemondásukkal fenyegetik az elnököt, ha kinevezi Clarkot.[79]

### 2021. január 4., Hétfő
- A USCP rendőrfőnöke, Steven Sund megkéri SSAA Michael Stengert és HSAA Paul Irvinget, hogy engedélyezzék a Nemzeti Gárda részvételét a közbiztonság fenntartásában, a létező információk és eligazítások alapján.[73]
- Sund kérését elutasítják, Az SSAA és a HSSA azt mondják neki, hogy lépjen kapcsolatba Walker tábornokkal a Nemzeti Gárdánál, hogy tudnak-e megfelelően segíteni, ah szükséges.[73]
- Sund jelzi Walkernek, hogy a USCP-nek szüksége lehet erősítésre január 6-án, de, hogy nem volt meg a hatalma, hogy segítséget abban az időpontban.[73]
- Walker megnyugtatja Sundot, hogy ha szükséges, a Nemzeti Gárda gyorsan át tud helyezni 125 főt, akik eredetileg a Covid19-pandémiával kapcsolatban segítettek a városban, de szükséges lenne őket beiktatni.[73]
- Enrique Tarriót, a Proud Boys vezetőjét letartóztatják Washingtonban és vád alá helyezik a Black Lives Matter-zászló elégetéséért december 12-én, illetve illegális fegyvertartásért.[80]
- Miller védelmi miniszter kiadott parancsokat, amelyek szerint személyes engedélye nélkül nem lehetett kiküldeni a Nemzeti Gárda felfegyverzett tagjait.[81]
- A tüntetést 15 ezre fő körülre lőtték be.[82]

### 2021. január 5., Kedd
- Gyülekezést tartanak a Freedom Plazán, a Fehér Ház közelében, hogy tüntessenek a választási eredmény hitelesítése ellen. Többen is beszédet mondanak az eseményen. Több tüntetést is tartottak: a March to Save America (13:00-14:00), a Stop the Steal (15:30-17:00) és az Eighty Percent Coalition (17:00-20:30).[68] Több ezer tüntető és Trump-támogató gyűlt össze a tüntetések kezdete előtti reggelen.[83]
- Steven Sund megbeszélést tart a fővárosi közbiztonsági vezetőkkel, beleértve az FBI-t, a titkosszolgálatot és a Nemzeti Gárdát. Sund később azt írta, hogy soha nem volt rá előre bizonyíték, hogy több ezer felfegyverzett lázadó, erőszakos támadást tervezett volna a Capitolium ellen.[84]
- Zoe Lofgren (D-CA) képviselő megbeszélést tart Steven Sunddal és Paul Irvinggel. Sund elmondja a képviselőnek, hogy a Nemzeti Gárda készenlétben van, míg a Capitoliumi Rendőrség felkészült a tüntetésre.[85]
- Miután beszélt Lofgren képviselővel, Sund megismétli Tim Ryan (D-OH) képviselőnek is, hogy a rendőrség készen áll.
- William J. Walker, a fővárosi Nemzeti Gárda vezérőrnagya új parancsokat kap Ryan McCarthy Hadseregminisztertől, hogy engedélyt kell kérnie McCarthytól és Miller védelmi minisztertől, mielőtt bármilyen polgári zavargásra válaszolna.[86] Eddig ezt megtehette engedélykérés nélkül.[81][86]
- Letartóztatnak legalább tíz embert szerda reggelig, főleg illegális fegyvertartásért.[87]
- A Federal Protective Service megbüntet tüntetőket, akik szövetségi területeken próbálnak meg kempingelni.[88]
- Bowser polgármester levelet ír Miller miniszternek és másoknak, hogy a város kormánya nem kér további segítséget a várt tüntetések kezelésére.[89]
- Az FBI jelentése szerint csőbombákat találnak a Demokrata Nemzeti Bizottság (DNC) és a Republikánus Nemzeti Bizottság (RNC) épületein kívül 19:30 és 20:30 között.[90][91]

## A Capitolium ostroma

### 2021. január 5., Szerda

#### Délelőtt
- 01:13: Ali Alexander a Twitteren azt írja, hogy „A lázadás első hivatalos napja.”
- 03:23: Ron Watkins, a QAnon egyik legismertebb tagja, Twitteren azzal vádolja Mike Pence alelnököt, hogy puccsot szervezett Trump ellen. Ezek mellett megosztott egy cikket, amely Pence letartóztatását kéri hazaárulásért.[92]
- 07:30: Mark Meadows fehér házi kabinetfőnök üzenetet küld Jim Jordan képviselőnek, hogy „Próbáltam elérni,” de „nem vagyok benne biztos, hogy meg fog történni,” a választás eredményének megváltoztatására utalva.[93]
- 08:17: Trump ismét azt állítja, hogy választási csalás történt.Az államok ki akarják javítani a szavazataikat, amik tudják, hogy csaláson és rendellenességeken alapultak, plusz a korrupt folyamat soha nem kapott törvényes hitelesítést. Mike Pence-nek csak annyit kell tennie, hogy visszaküldi az államoknak, ÉS MI NYERÜNK. Tedd meg Mike, itt az idő az extrém bátorságra![94]
- 9:00: A Save America tüntetés megkezdődik. Az Ellipse-en található pódium fölé Save America March-zászlók vannak felakasztva.[95][96]
- 9:00: Mo Brooks (R–AL) beszédet mondd, amelyben megkérdezi a résztvevőket, hogy „Fogtok harcolni Amerikáért?”[97][98]
- 9:24: Trump nagyjából 10 percig beszél telefonon Jim Jordan képviselővel.[93]
- 9:45: A Federal Protective Service egy tisztje üzen a Capitoliumi Rendőrségnek, hogy a megengedettnél több, nagyjából 30 ezer ember várható az Ellipse-en, míg a Freedom Plazán az engedélyt 5 ezerről 30 ezerre emelték, illetve a Sylven Theater előtti tüntetés engedélyén 15 ezer fő áll.[88]
- 9:52: Trump 26 percig beszél Stephen Millerrel a telefonon.[93]
- 10:00: Ez előtt az időpont előtt Tony Ornato helyettes kabinetfőnök megmondja Trumpnak, hogy a rendőrség felfegyverzett embereket láttak a tömegben az Ellipse-en.[93]
- 10:15: Tony Ornato, és Mark Meadows egyik tanácsadója, Cassidy Hutchinson jelentik a kabinetfőnöknek a felfegyverzett Trump-követők jelenlétét.[93]
- 10:30: Benjamin Philips elszakad csoportjától, hogy leparkoljon, de soha nem jutott vissza hozzájuk, mivel a George Washington Egyetemi Kórházban agyi érkatasztrófa következtében meghal.[99]
- 10:47: Rudy Giuliani megkezdi beszédét, amelyben „bajvívásra” szólít fel.[93][100]
- 10:58: A Proud Boys egy tagja elhagyja a tüntetést és a Capitolium felé vonul.[101] (Későbbi tanúvallomások szerint pár száz Proud Boys-tag már 10:30 körül megindult a Capitolium felé.)[102]
- 11:00: Az Ellipse tele van Trump-követőkkel.[94]
- 11:30: 
  - Christopher C. Miller megbízott védelmi miniszter részt vesz egy megbeszélésen a lehetséges reakciókról a tüntetésre.[103]
  - Kamala Harris megválasztott alelnök gépkocsikísérete megérkezik a Demokrata Nemzeti Bizottság székhelyén. (Az FBI 13:07-kor egy csőbombát talál az épületnél, mindössze pár méterre attól a ponttól, ahol elhaladt a kíséret. Hét perccel azt követően evakuálták az megválasztott alelnököt.)[104]
- 11:46: A Proud Boys néhány tagja, köztük Joe Biggs és Ethan Nordean, összegyűlnek, hogy meghallgassák Trump beszédét.[101]

#### 12:00
- 12:00:

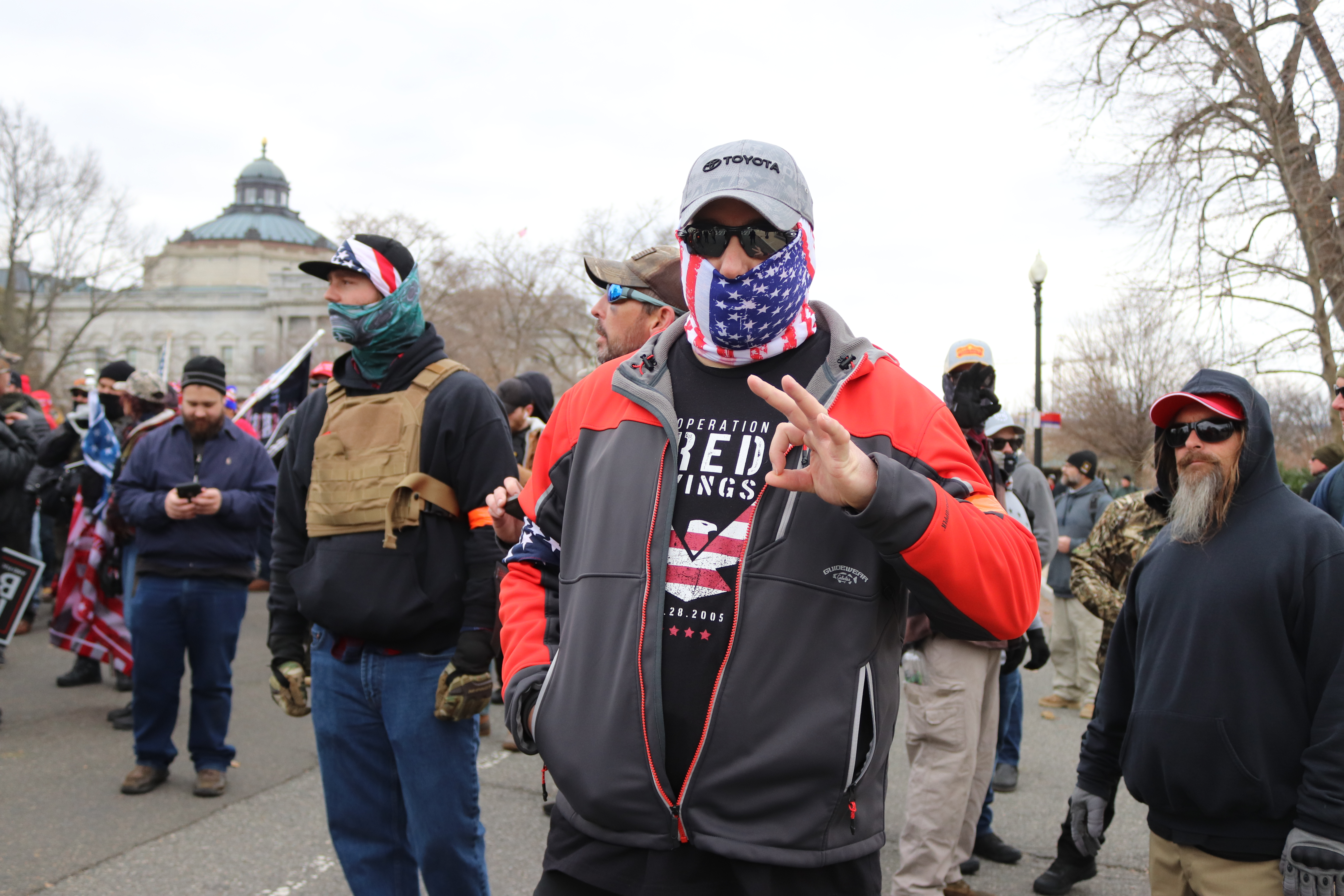
A Proud Boys egyik tagja a fehér uralmat támogató OK jelet mutatva a kamerának

  - Trump megkezdi egy órás beszédét.[94] Megismétli vádait, hogy a választást ellopták, kritizálja Mike Pence alelnököt, legalább hatszor (annak ellenére, hogy ez nem szerepelt előre elkészített beszédében),[105] azzal vádolja republikánus társait, hogy nem tettek eleget ahhoz, hogy támogassák kijelentéseit és biztosítja a tömeget, hogy velük fog sétálni a Capitoliumhoz.[106] 13:10-kor Trump befejezi beszédét és felszólítja a tömeget, hogy vonuljanak a Capitoliumhoz: „Ha nem harcoltok, mint a pokol, nem lesz többé országotok... Meg fogjuk próbálni megadni nekik [a republikánusoknak] a büszkeséget és bátorságot, amire szükségük van, hogy visszavegyék az országunkat.”[101][103][107]
  - A Federal Protective Service e-mailjében az szerepel, hogy nagyjából 300 Proud Boys tag van a Capitoliumnál, egy fán ülő ember egy fegyvert tart és a 25 ezer ember közül néhányan táskákat dugnak el bokrokban a Fehér Ház körül. Az e-mailben szerepel, hogy a Proud Boys tagjai azzal fenyegetőznek, hogy lezárják a belvárosi vízellátást.[88]
- 12:05: Paul Gosar képviselő egy tweetben azt írja, hogy Bidennek fel kell adnia a választást reggelig.[108]
- 12:16 Trump azt mondja a tömegnek, hogy: „Tudom, hogy itt mindenki nemsokára a Capitolium felé fog vonulni, hogy békésen és hazafiasan tüntessen.”[101]
- 12:20: A Federal Protective Service egy tisztje azt írja egy e-mailben, hogy „POTUS arra készteti a tüntetőket, hogy a Capitolium területére vonuljanak és ott folytassák a tüntetést.”[88]
- 12:28: A Federal Protective Service egy tisztje azt jelenti, hogy 10-15 ezer ember halad a Capitolium felé a Pennsylvania, a Constitution és a Madison sugárutakon.[88]Trump támogatói a Capitolium előtt 12:09-kor.

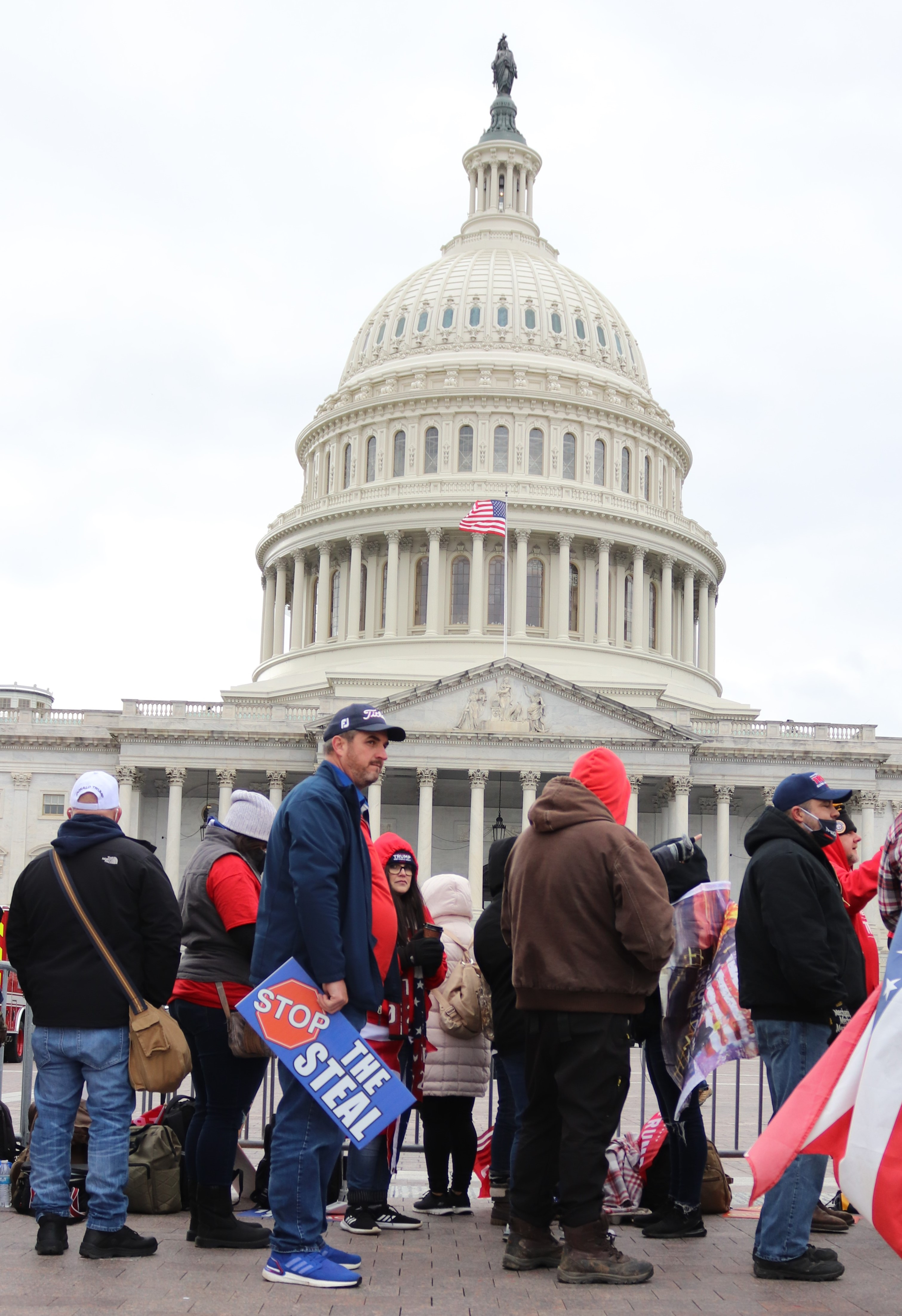
Trump támogatói a Capitolium előtt 12:09-kor.

- 12:30: Trumpot támogató tömegek összegyűlnek a Capitolium körül.[109]
- 12:45: Az FBI, a Capitoliumi Rendőrség és az ATF megtalálja a csőbombát a Republikánus Nemzeti Bizottság irodáinál,[110] amelyet előző este helyeztek el.[90]
- 12:49:
  - A Capitoliumi Rendőrség kiérkezik a helyszínre a Republikánus Nemzeti Bizottság épületéhez, megtalálva egy csőbombát.[109][111] Egy másodikat 13:07-kor találtak meg a Demokrata Nemzeti Bizottság székházánál.[112] Az épületeket kiürítették.[113]
  - Egy rendőrségi ellenőrzés azonosít egy autót, amelyben egy gépkarabélyt találnak és 11 Molotov-koktél alapanyagát, házilag elkészített napalmmal. 18.30 körül letartóztatták az autó tulajdonosát, mikor visszatért a járműhöz, miután két fegyver volt nála illegálisan. Nem valószínű, hogy ő helyezte le a csőbombákat.[113][114]
  - Joe Biggs és Ethan Nordean ismét látható egy videón a Capitolium épületén kívül.[101]
- 12:52: Az Oath Keepers, néhány tagja, többek között Jessica Watkins, elhagyják az Ellipse-et.[101]
- 12:53: A tüntetők áttörik a rendőrségi vonalat a Capitolium nyugati oldalán, eltolva a kihelyezett barikádokat. Néhány tüntető azonnal követi őket, míg mások, legalábbis elsőre, inkább hátul maradnak és megpróbálják visszatartani a többieket: „Ne csináljátok. Törvényt szegtek.”[101][115] 13:03-ra a tüntetők áttörik a három rendőrségi barikádot és visszaszorítják a rendőrséget a Capitolium lépcsőjéig.[111]
- 12:57: A Federal Protective Service tisztjei jelentik, hogy a Capitoliumi Rendőrség barikádját a nyugati oldalon áttörte egy nagyobb csoport.[88]
- 12:58: Steven Sund rendőrfőnök megkéri Paul D. Irvinget és Michael C. Stengert, hogy kérjék a Nemzeti Gárda kiküldését. Irving és Stenger azt mondják, hogy továbbítják a kérését. Nem sokkal később a kongresszusi vezetők megérkeznek Stenger irodájába, felháborodva, hogy még nem kértek erősítést. A szenátusi meghallgatások idején kiderült, hogy Sund először Irvinget hívta fel, 12:58-kor. Ezt követően kapcsolatba lépett Michael Stengerrel 13:05-kor, 13:28-kor, 13:34-kor, 13:39-kor és 13:45-kor, kérve a gárda hívását. A Capitoliumi Rendőrség Tanácsa megtehette volna, hogy kérvényezi a Nemzeti Gárda kihívását, de három nappal korábban úgy döntöttek, hogy ezt nem fogják megtenni.[116][117]

#### 13:00
- 13:00:
  - A szenátorok és Pence alelnök a Képviselőház kamrájába vonulnak.[94]
  - A Capitoliumi Rendőrség rendőrfőnöke, Steven Sund felhívja a városi rendőrség főnökét, aki 100 tisztet küld a capitoliumi épületcsoporthoz, a leggyorsabban érkezők 10 perc után érnek oda.[109]
- 13:02: Pence elutasítja Trump tervét, hogy kiválogassa melyik elektorokat fogadja el és egy üzenetben, amelyet nem mutatott meg fehér házi tanácsadóinak azt írja, hogy:Az én józan eszem és esküm, hogy megvédem az Alkotmányt, megakadályoz abban, hogy egyoldalú hatalmam legyen, hogy eldöntsem melyik elektori szavazatokat kellene vagy nem kellene számolni.[118][119]
- 13:05:
  - A Kongresszus közös gyűlése összeül, hogy hitelesítsék Joe Biden győzelmét.[94]
  - Miller védelmi miniszter információt kap arról, hogy a tüntetés megindult a Capitolium felé.[103]
- 13:07: A második csőbomba felfedezése a Demokrata Nemzeti Bizottság épületénél. Kamala Harris megválasztott alelnök ekkor az épületben tartózkodott.[90][112]
- 13:10: Trump befejezi beszédét és arra bíztatja követőit, hogy vonuljanak a Capitoliumhoz:[101][103][107][120]Ha nem harcoltok, mint a pokol, nem lesz többé országotok... Meg fogjuk próbálni megadni nekik [a republikánusoknak] a büszkeséget és bátorságot, amire szükségük van, hogy visszavegyék az országunkat... A demokraták reménytelenek soha nem szavaznak semmire. Egyetlen szavazat se. De mi megpróbálunk adni a mi republikánusainknak, a gyengéknek, mert az erőseknek nincs szüksége a segítségünkre. Meg fogjuk próbálni megadni nekik a büszkeséget és bátorságot, amire szükségük van, hogy visszavegyék az országunkat.
- 13:12: Paul Gosar (R–AZ) képviselő és Ted Cruz (R–TX) szenátor tiltakoznak az arizonai választási eredmények hitelesítése ellen. A közös gyűlés ketté vált a Képviselőház és a Szenátus kamráiba, hogy vitázzanak a tiltakozásról.[94]
- 13:14: A csőbomba megtalálását követően evakuálják a megválasztott alelnököt a DNC épületéből.[112]
- 13:17: Trump gépkocsikísérete elhagyja az Ellipse-et.[121] A titkosszolgálat nem engedélyezi az elnöknek, hogy a Capitoliumhoz menjen és visszaviszik a Fehér Házba.[122][123][124][125]
- 13:19: Trump megérkezik a Fehér Házhoz.[93]
- 13:25: Stephanie Grisham fehér házi szóvivő üzenetet küld Melania Trump first ladynek: „Ki akarja tweetelni, hogy a békés tüntetés minden amerikai joga, de nincs hely a törvénytelenségnek és az erőszaknak.” Azonnal válaszolt: „Nem.” A first lady egyetlen tweetet se küldött az ostrom napján.[126]
- 13:26: A Capitoliumi Rendőrség elrendeli a komplexum legalább két épületének evakuációját, többek között a Kongresszusi Könyvtár Madison épületét.[103][127][128]
- 13:30: 
  - A Capitoliumi Rendőrségnek vissza kell vonulnia, felfele a Capitolium lépcsőin.[94]
  - Sok Trump-követő 2,4 kilométert vonul az Ellipse-től a Capitolium felé.
- 13:34: Muriel Bowser polgármester erősítést kér Ryan D. McCarthy hadseregminisztertől.[103]
- 13:35: Mitch McConnell (R–KY) többségi vezető jelzi, hogy az eredmények hitelesítése hamis indoklással „halálspirálba” lökné az amerikai demokráciát.[94]
- 13:49: Sund azonnali segítséget kérvényez a fővárosi Nemzeti Gárda parancsnok vezérőrnagyától, William J. Walkertől.[86][103] Walker felkészíti a katonákat, buszokba ülteti őket, arra várva, hogy a hadseregminiszter engedélyezi a kiküldetésüket.[86]
- 13:50: A városi rendőrség incidensparancsnoka, Robert Glover lázadást hirdet ki.[129]
- 13:51:
  - Alex Jones beszédet mond az épület nyugati oldalán, felszólítva a tömeget, hogy maradjanak békések és ne harcoljanak a rendőrséggel. Keletre próbálja őket küldeni, ahol azt mondja van engedélyük gyülekezni.[115]
  - Michael D. Brown Twitteren azt írja mindenféle bizonyíték nélkül, hogy a Capitoliumba betörő emberek valószínűleg az Antifa vagy a Black Lives Matter tagjai, akik Trump-követőknek vannak beöltözve.[130]A Capitolium keleti oldala 14:03-kor

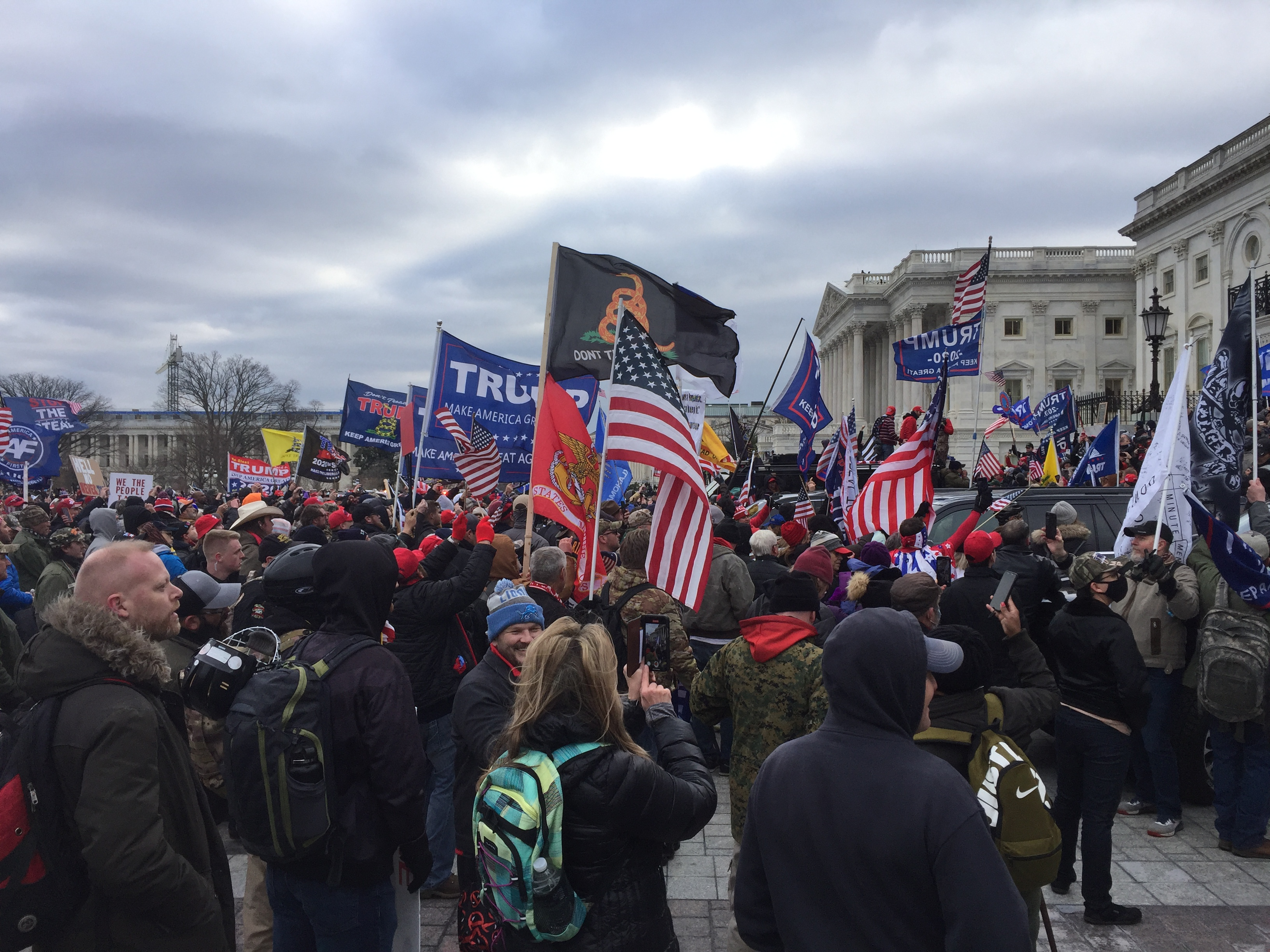
A Capitolium keleti oldala 14:03-kor

- 13:54: Todd Herman (The Rush Limbaugh Show) megosztja Brown elképzeléseit a hallgatóival.[130][131]
- 13:58: a Capitolium keleti oldalán a rendőrség visszább vonul egy másik tömeg elől, eltávolítva a barikádot az épület északkeleti sarkából.[111]
- 13:59: Sund megkapja az első jelentéseket, hogy a tüntetők elérték a Capitolium ablakait, ajtajait és próbáltak betörni.[132]

#### 14:00
- 14:05: Kevin Greesont halottnak nyilvánítják, miután szívrohamot kap a Capitolium területén kívül.[133]
- 14:10:
  - A Capitolium nyugati oldalán található tömeg felkergeti a rendőrséget a lépcsőn, áttörve az utolsó védelmi vonalat és a Szenátus kamrája alatt lévő bejárathoz vonulnak.[111]
  - Irving felhívja Sundot, hogy jóváhagyja a Nemzeti Gárda kérvényezését.[109]

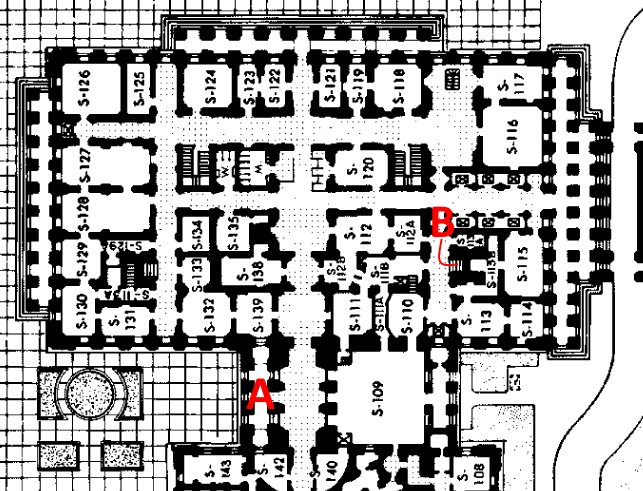
A Capitolium szenátusi oldalának alaprajza. Az A jelzéssel az első betörés pontja van megjelölve, míg a B jelzéssel az egyedüli rendőr pozícióját jelzi, akit az ostromlók egy emelettel feljebb kergettek

- 14:11: Dominic Pezzola betöri a Capitolium egyik ablakét az északnyugati oldalon, egy műanyag pajzzsal.[132]
- 14:12: Az első tüntető belép a Capitoliumba az összetört ablakon keresztül,[132] kinyitva egy ajtót a többieknek.[111]

- 14:13: Pence alelnököt eltávolítják a szenátusi kamrából egy közeli irodába,[132] Tim Giebels, titkosszolgálati csoportjának vezetőjének irányításával.[119] A Szenátus hivatalosan is szünetet tart.[111]
- 14:14:
  - A tüntetők egy rendőrtisztet az északnyugati lépcsőházban az emeletre kergetnek, ahol mindkét oldalt a Szenátus kamrájának ajtajai vannak, miközben a bent tartózkodó rendőrök megpróbálják bezárni az ajtókat.[111] Ha a tömeg egy perccel hamarabb érkezik, összeütköztek volna Mike Pence alelnökkel, ahogy nagyjából 30 méterre tőlük egy irodába viszik.[132] Eugene Goodman tiszt elvezeti az ostromlókat a szenátusi ajtók előtt, miközben a szenátorok megpróbálnak evakuálni.[111]
  - Proud Boys-tag Joe Biggs belép a Capitolium épületébe.[101]
  - Miközben Gosar képviselő beszédet mond a Képviselőháznak, Nancy Pelosi (D–CA) házelnököt biztonsági csapata eltávolítja a teremből.[85]
  - A Federal Protective Service tisztjei jelentik, hogy betörtek a Capitoliumba.[88]
- 14:16: A Federal Protective Service tisztjei jelentik, hogy a Képviselőházat és a Szenátust lezárják.[88]
- 14:20: A Képviselőház szünetet tart és elkezdenek evakuálni.[94]
- 14:22: McCarthy hadseregminiszter telefonon beszél Bowser polgármesterrel, John Falcicchio helyettes polgármesterrel, Christopher Rodriguezzel, és a városi rendőrség vezetőségével, amelyben kérik a Nemzeti Gárda erősítését.[103]
- 14:23: A tüntetők megpróbálják áttörni a rendőrségi vonalat. Ahogy megpróbálják visszatartani őket, Julian Elie Khater ostromló kémiai anyagot lövell a rendőrök felé, eltalálva Brian Sicknick tisztet, aki másnap agyi érkatasztrófa következtében meghal.[134][135]
- 14:24: Trump elnök tweetje:Mike Pence-nek nem volt meg a bátorsága, hogy megtegye, amit meg kellett volna tenni, hogy megvédjük Országunkat és Alkotmányunkat, megadva a lehetőséget az államoknak, hogy hitelesítsék a kijavított elektorokat, nem az elcsalt vagy hibásokaz, amelyeket korábban megtettek. Az USA kéri az igazságot![94]
- 14:25: McCarthy hadseregminiszter előkészíti az erősítést.[136]

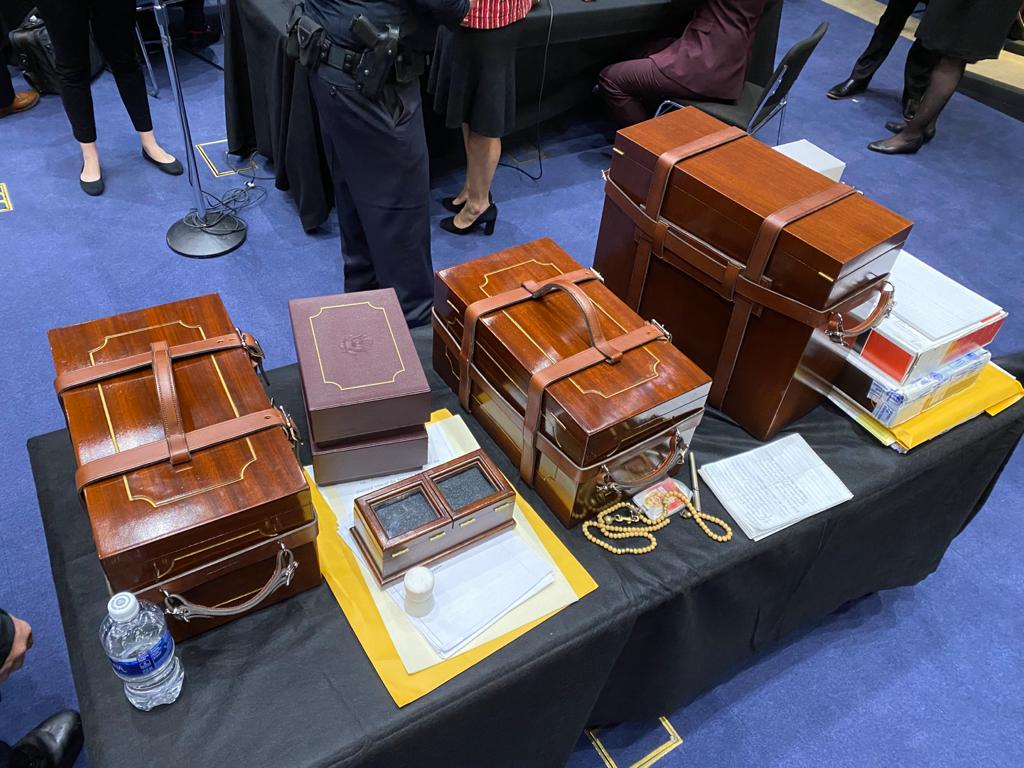
A Szenátus kamrájából eltávolított dobozok, amelyekben az elektori szavazatokat tartották

- 14:26: A főváros belbiztonsági igazgatója, Chris Rodriquez felhívja Bowser polgármestert, a capitoliumi (Sund) és a városi rendőrség (Contee) kapitányait, illetve Walker parancsnok vezérőrnagyot. Mivel a Nemzeti Gárda nem a kormányzó hatásköre, hanem az elnök alá tartozik, kijelenti, hogy a Pentagon engedélye nélkül nem küldheti ki a gárdát. Walter E. Piatt, a hadsereg kabinetfőnöke pedig jelezte, hogy szüksége lesz a Capitoliumi Rendőrség engedélyére, hogy az épület területére lépjenek. Sund elkezdte leírni a helyzetet, de többen is tettek fel egyszerre kérdéseket, így nem lehetett belőle semmit érteni. Robert Contee kérte, hogy Sund tisztázza: „Steve, kéred a Nemzeti Gárda segítségét a Capitoliumnál?” Erre a rendőrkapitány válasza: „Egy nagyon, nagyon sürgős, azonnali kérvényt kérek a Nemzeti Gárda segítségéért.” Sund elmondása szerint Piatt erre azt válaszolta, hogy „Nem tetszik a látvány, hogy a Nemzeti Gárda egy vonalban áll a Capitoliummal a háttérben.” Inkább azt javasolta, hogy a gárda átveszi a rendőrség helyét városszerte, így azok a Capitoliumhoz tudnak sietni. Sund könyörgött a kabinetfőnöknek, hogy küldjék ki a gárdát, de Piatt azt mondta, hogy csak McCarthy-nak van arra hatalma és, hogy ő nem ajánlaná a miniszternek a kiküldetést. A hívásban a fővárost képviselő hivatalnokokat később „elképedtként” írták le. McCarthy később azt mondta, hogy azért nem vett részt ebben a hívásban, mert a Minisztérium vezetőségével volt megbeszélése.[109] Piatt tagadja a hívás ezen leírását, ellenezve, hogy beszélt volna a látványról.[137] A hadsereg két hétig hamisan ellenezte, hogy Charles A. Flynn (a helyettes kabinetfőnök) részt vett volna a hívásban. Testvére, Michael Flynn, aki Trump nemzetbiztonsági tanácsadója volt, esküt tett a QAnon összeesküvés-elmélet mellett.[138]
- 14:26:
  - Trump véletlenül felhívja Mike Lee (R–UT) szenátort, Tommy Tuberville (R–AL) helyett. Lee továbbadja a telefont, aki elmondja Trumpnak, hogy Pence-t evakuálták a szenátusi kamrából: „Azt mondtam, hogy ’Elnökúr, eltávolították az alelnököt. Azt akarják, hogy tegyem le a telefont, mennem kell.’”[139]
  - Miután Muriel E. Bowser jelezte, hogy a Védelmi Minisztérium nem hajlandó segíteni, Brian Moran, Virginia állam Közbiztonsági Minisztere a Capitoliumhoz küldi a virginiai rendőrséget.[140]
  - Egy biztonsági felvételen látható, ahogy a titkosszolgálat az alelnököt és családját egy új, biztonságos helyszínre tereli.
- 14:28: Steven Sund ismét kérvényezi a Nemzeti Gárda közbelépését.[141]
- 14:30: Miller, Mark Milley, és McCarthy találkoznak, hogy megbeszéljék a kéréseket.[103]
- 14:38: Trump a következőt tweeteli:Támogassátok a Capitoliumi Rendőrséget. Az Országunk oldalán állnak. Maradjatok békések![94]

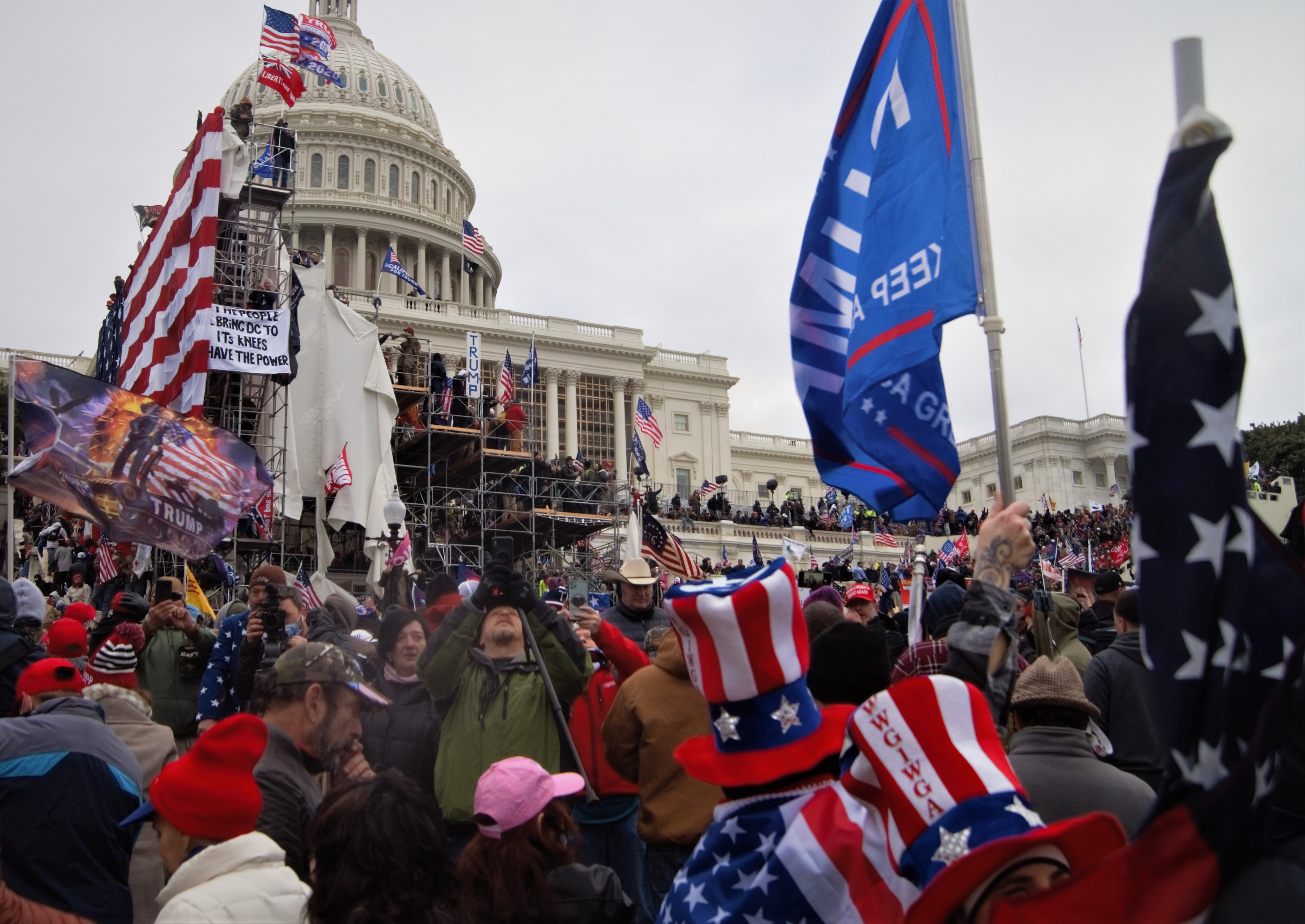
A nyugati lépcsők 14:46-kor

- 14:44: Ashli Babbitt ostromlót meglövi egy rendőrtiszt, miután a tüntető megpróbál betörni a Képviselőház kamrájával összeköttetésben lévő folyosóra. A kamrába vezető ablakon próbált meg bemászni.[136][142]
- 14:45:
  - A Federal Protective Service jelenti, hogy lövést hallottak a második emeletről.[88]
  - Jessica Watkins és Donovan Crowl, akiket később lázító összeesküvés miatt vád alá helyeztek beléptek az épületbe.[101][143][144]
  - Nem sokkal ez után az időpont után a tüntetők betörnek Nancy Pelosi irodájába.[145]
- 14:49: Kabinetfőnökével, Clark Mercerrel folytatott megbeszélés után, Virginia kormányzója, Ralph Northam, összes elérhető forrását, beleértve a virginiai Nemzeti Gárdát a Capitolium védelmére küldi. Nem kaptak engedélyt a Védelmi Minisztériumtól a gárda legális kiküldetésére.[140][146]

#### 15:00
- 15:04: Miller miniszter, a Védelmi Minisztérium vezetőségének javaslatait követően úgy dönt, hogy „aktiválja” az 1100 fős Nemzeti Gárdát, amelyet McCarthy hadseregminiszter véghez is visz.[103] Ennek ellenére a mozgósítási tervet nem hagyta jóvá 16:32-ig.[109][147]
- 15:04: Kevin McCarthy (kaliforniai republikánus) képviselőházi kisebbségi vezetője interjút adott a WUSA-nek. McCarthy azt mondta, hogy felhívta az elnököt, és kérte, hogy „nyugtassa le az embereket.” Erre válaszként az elnök megírt egy tweetet.[148]
- 15:10: Virginia Fairfax megyéjében Dave Rohrer elmondja a megyei tanácsnak, hogy a megye rendőrségét elküldik, hogy segítsenek a Capitoliumnál.[88]
- 05:13: Trump a következőt tweeteli:Arra kérek mindenkit a Capitoliumnál, hogy maradjatok békések. Semmi erőszak! Emlékezzetek, MI vagyunk a Törvény és Rend pártja – tiszteljétek a Törvényt és a kékbe öltözött férfiakat és nőket. Köszönöm![94]
- 15:15:
  - Pelosi házelnök felhívja Virginia kormányzóját. Ralph Northam kormányzó megerősíti, hogy Virginia összes forrása, beleértve a Nemzeti Gárdát, a Capitoliumhoz küldik segíteni.[140]
  - Az első Virginiából küldött rendőrök megérkeznek.[140]
- 15:19: McCarthy hadseregminiszter telefonon beszél Schumer szenátorral és Pelosi házelnökkel, Bowser polgármester kéréséről. McCarthy elmondja nekik, hogy a Nemzeti Gárda mozgósítását engedélyezték.[103]
- 15:22: Rohrer tájékoztatja Fairfax megye vezetőit, hogy átmenetileg megszüntetik azt, hogy a főváros kórházaiba küldenének embereket és fejlesztik a saját mozgósítási stratégiájukat és struktúrájukat.[88]
- 15:26: McCarthy telefonon beszél Bowser polgármesterrel és a főváros rendőrségének kapitányával, tájékoztatva őket, hogy a kérésüket nem utasították el és Miller engedélyezte a Gárda kiküldését.[103]
- 15:32: Ralph Northam kormányzó elrendeli a virginiai Nemzeti Gárda mozgósítását, arra várva, hogy kérvényezni fogják azt. A kormányzó idővonala nem teljesen összefüggő.[103][140]
- 15:36: Kayleigh McEnany fehér házi szóvivő Twitteren azt írja, hogy a Nemzeti Gárda és más szövetségi szervek úton vannak a Capitolium felé.[94]
- 3:37: Larry Hogan, Maryland kormányzója elrendeli a marylandi Nemzeti Gárda mozgósítását.[103]
- 3:39: A virginiai Arlington megye rendőrkapitánya, Andy Penn, értesíti a megyei vezetőséget, hogy az arlingtoni rendőrök a Capitoliumhoz indultak.[88]
- 3:39: Schumer szenátor könyörög a Pentagon vezetőségének, hogy "Mondjátok meg POTUS-nak, hogy tweetelje, hogy mindenki menjen el." Steny Hoyer (D–MD) többségi vezető gondolkozott a hadsereg behívásán.[136]
- 3:46: A Nemzeti Gárda irodájának igazgatója Daniel R. Hokanson telefonon beszél Timothy P. Williams tábornokkal, hogy megbeszéljék hogyan tudnának segíteni Washingtonban, majd megmondják neki, hogy a virginiai gárdát már mozgósították.[103]
- 3:48: McCarthy hadseregminiszter elhagyja a Pentagont, hogy a fővárosi rendőrközpontba utazzon.[103]
- 3:55: Hokanson tábotnok telefonon beszél Timothy E. Gowennel, hogy megbeszéljék hogyan tudnának segíteni Washingtonban, majd megmondják neki, hogy a marylandi gárdát már mozgósították.[103]

#### 16:00
- 16:05: Joe Biden megválasztott elnök sajtótájékoztatót tart és felszólítja Trumpot, hogy vessen véget az ostromnak.[94]
- 16:08: Egy biztosított helyszínről Pence felhívja Christopher Miller megbízott védelmi minisztert, hogy megerősítse, hogy a Capitolium nem volt biztonságos és, hogy kérjen egy időpontot, mikorra bebiztosítják az épületet.[136]
- 16:10: McCarthy megérkezik a fővárosi rendőrség központjába.[103]
- 16:17: Trump feltölt egy videót a Twitterre, amelyben elítéli az ostromot, de továbbra is fenntartja, hogy a választást ellopták.[94] Háromszor vették fel a beszédet és a fehér házi tanácsadók úgy döntöttek, hogy ez volt a legjóízűbb.[149]

Értem a fájdalmatokat, tudom, hogy fáj. Volt egy választásunk, amit elloptak tőlünk. Egyértelműen győztünk és ezt mindenki tudja, főleg a másik oldal. De most haza kell mennetek. Békére van szükségünk. Szükségünk van törvényre és rendre. Tisztelnünk kell az embereket, törvényesen és rendben. Nem akarjuk, hogy bárki megsérüljön. Ez egy nagyon nehéz időszak. Soha nem volt még egy ilyen időszak, mikor el tudtak volna venni valamit mindannyiunktól tőlem, tőletek, az országunktól. Ez egy elcsalt választás volt, de nem játszhatunk ezeknek az embereknek a kezére. Békére van szükségünk. Szóval menjetek haza. Szeretünk titeket. Nagyon különlegesek vagytok. Láttátok mi történik. Látjátok hogyan bánnak másokkal, rosszul és gonoszan. Tudom mit éreztek, de menjetek haza és menjetek haza békében.
- 16:18: Miller, Milley, McCarthy és Hokanson megbeszélést tartanak a Nemzeti Gárda elérhetőségéről. Miller szóban engedélyezi az államon kívüli gárdák mozgósítást.[103]

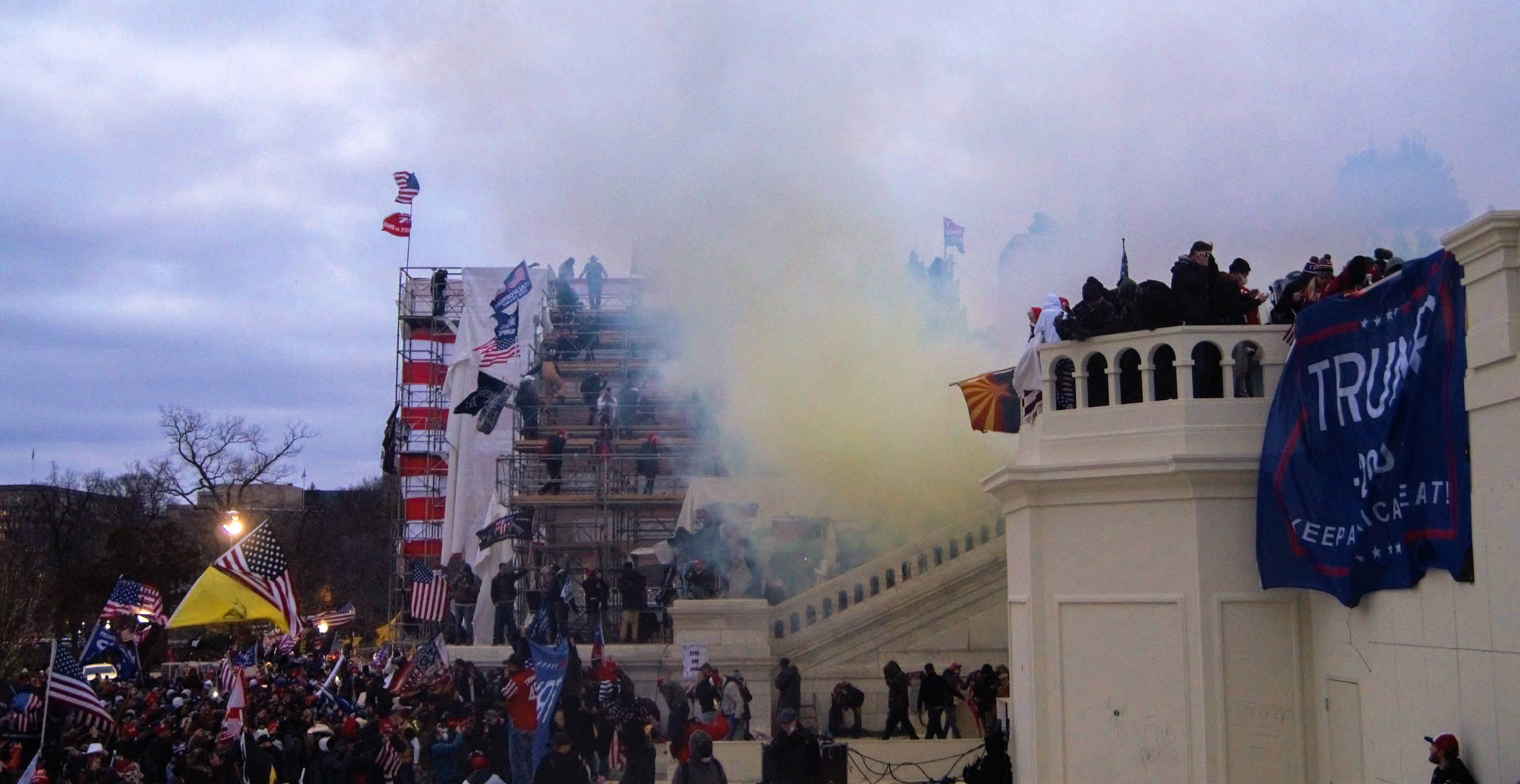
Könnygáz a Capitolium lépcsőin 16:20-kor

- 16:26: Rosanne Boyland, összeesik és a kórházba szállítják,[151][152] ahol amfetamin túladagolás következtében halottnak nyilvánítják.[153]
- 16:32: Miller ténylegesen jóváhagyja a Nemzeti Gárda mozgósítását.[103][147]
- 16:40: McCarthy telefonon beszél Hogan kormányzóval, amelyben az beleegyezik a marylandi gárda Washingtonba küldésébe, amely másnap fog megérkezni.[103]

#### 17:00 után
- 17:08: A hadsereg vezetősége jelzi Walkernek, hogy a Védelmi Minisztérium engedélyt adott a Nemzeti Gárda mozgósítására.[86]
- 17:20: Az első rohamfelszerelésbe öltözött 155 gárdista megérkezik a Capitoliumhoz.[136]
- 17:40: 154 gárdista megérkezik az épületcsoporthoz, beiktatják őket a Capitoliumi Rendőrségbe és elkezdik támogatni a helyszínen lévőket. A főváros fegyvertárát 17:02-kor hagyták el.[103]
- 17:40:[a] A Capitolium belsejét megtakarítják a lázadóktól, a kongresszusi vezetőség bejelenti, hogy folytatni fogják a szavazatszámlálást.[94]
- 17:45: Miller aláírja a hivatalos engedélyt az államon kívüli Nemzeti Gárda mozgósítására.[103]

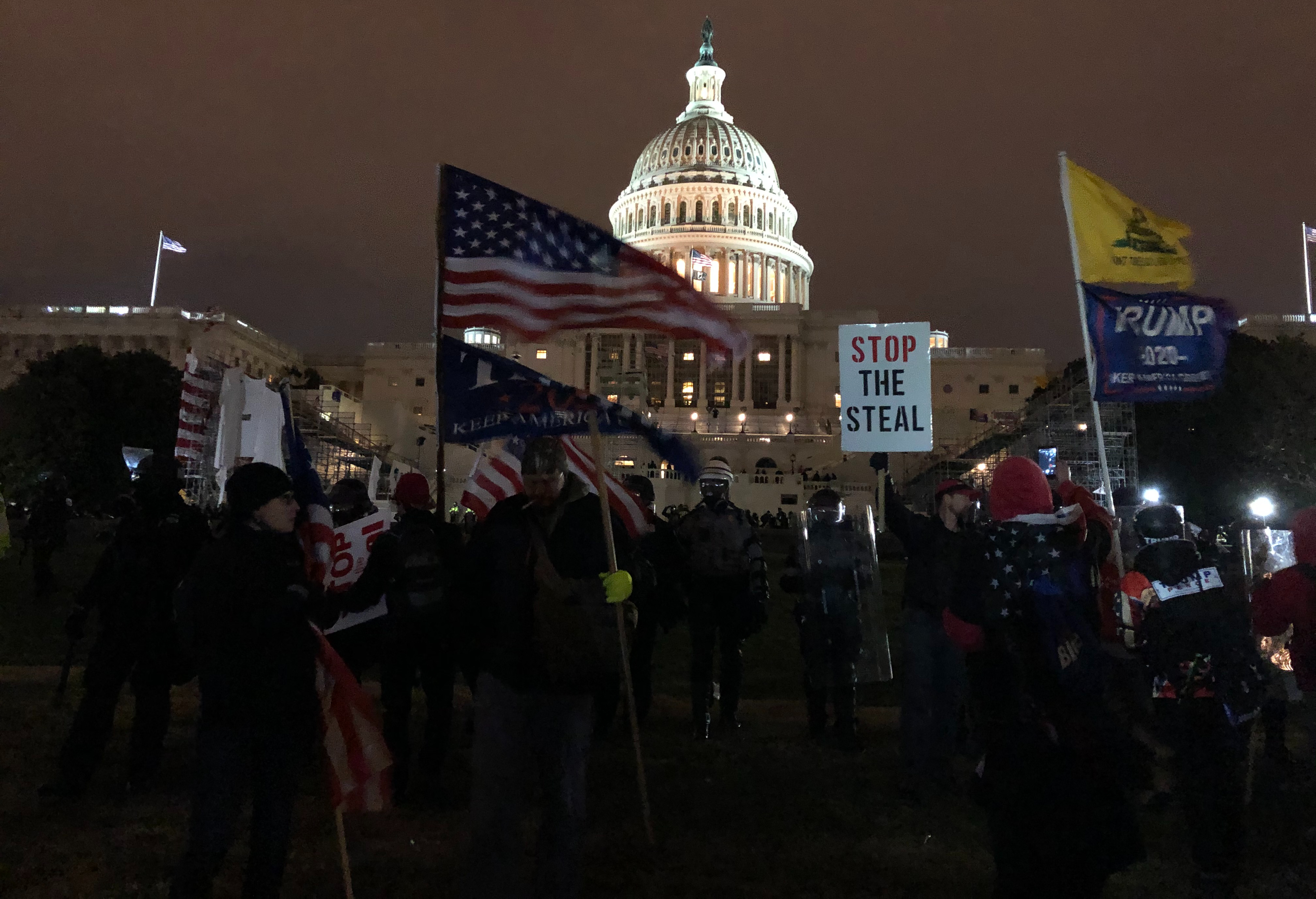
A rendőrség eltolja a tüntetőket a Capitolium felől

- 17:45:[a] A rendőrség bejelenti, hogy Ashli Babbitt, az ostromló, akit meglőttek az épületen belül, meghalt.[94]
- 18:00: Kijárási tilalom kezdődik a városban.[94]
- 18:01: Trump elnök a Twitteren:Ezek a dolgok és események, amik történnek, mikor a szent választási győzelmet teketória nélkül és erőszakosan elvesznek hazafiaktól, akikkel sokáig rosszul és igazságtalanul bántak. Menjetek haza békében és szeretettel. Örökre emlékezzetek erre a napra![94]
- 18:09: Rosanne Boylandet halottnak nyilvánítják, miután összeesett egy bejárat előtt a Capitolium nyugati oldalán.[154]
- 18:14: A Capitoliumi Rendőrség, a Fővárosi Rendőrség és a Fővárosi Nemzeti Gárda sikeresen felállít egy barikádot a Capitolium nyugati oldalán.[103]
- 18:30: Sund rendőrfőkapitány tájékoztatja Pence-t, Pelosit, Schumert és a kongresszusi vezetőség más tagjait a biztonsági helyzetről, azt mondva, hogy mindkét kamrát meg lehet nyitni 19:30-kor.[155]
- 19:00: A Facebook, Inc. eltávolítja Trump posztjait a Facebookról és Instagramról, amiért „hozzájárult, ahelyett, hogy elítélte volna a folyamatban lévő erőszak veszélyét.”[94]
- 19:02: A Twitter eltávolítja Trump tweetjeit és eltiltja fiókját 12 órára, amiért „az Állampolgári Integritás irányelvet többször is megszegte.”[94]
- 20:00: A Capitoliumi Rendőrség biztonságosnak nyilvánítja az épületet.[103]
- 20:06: A Szenátus újra összegyűl, Pence elnökségével, hogy folytassa az arizonai vitát.[94]
- 20:31: A Federal Protective Service kiad egy közleményt, hogy egy felfegyverzett milícia Nyugat-Virginiából a fővárosba tart.[88]
- 20:36: A Facebook eltiltja Trump oldalát 24 órára.[94]
- 21:00: Pelosi házelnök megnyitja a Képviselőház vitáját.[94]
- 22:15: A Szenátus 93–6 arányban szavaz az arizonai elektori szavazatok elfogadása mellett.[156][157]
- 23:30: A Képviselőház 303–121 arányban szavaz az arizonai elektori szavazatok elfogadása mellett.[157]

## Közvetlen utóélete

### 2021. január 7., Csütörtök
- 00:15: Scott Perry (R-PA) képviselő és Josh Hawley (R-MO) szenátorok tiltakoznak a pennsylvaniai elektori szavazatok számlálása ellen, elindítva kétórás vitákat mindkét kamrában.[157]
- 00:55: A Szenátus 92–7 arányban szavaz az arizonai elektori szavazatok elfogadása mellett.[157]
- 02:20: A képviselőházban majdnem verekedés törik ki, miután Conor Lamb (D-PA) azt mondja, hogy a korábbi támadás a Capitolium ellen hazugságok miatt történt meg, „ugyanazon hazugsáok miatt, amiket most is lehetne hallani a Képviselőházban.” Morgan Griffith (R-VA) tiltakozott Lamb beszéde ellen, amelyet Pelosi házelnök elutasított. Percekkel később majdnem egymásnak esve veszekedett a két oldal, mielőtt Pelosi rendet teremtett volna.[157]
- 03:10: A Képviselőház 282–138 arányban szavaz az arizonai elektori szavazatok elfogadása mellett.[157]
- 03:24: Miután elutasították a tiltakozásokat, a Kongresszus befejezi az elektori szavazatok számlálását, amelyet Biden nyer, 306–232 arányban. Pence hitelesíti az eredményt és kihirdeti Joe Bident, mint az Egyesült Államok következő elnöke.[94][157]
- Nem sokkal azt követően, hogy a Twitter újranyitotta Trump fiókját, az elnök kiadott egy videót, amelyben elítélte az erőszakot a Capitoliumnál, azt mondva, hogy „egy új adminisztrációt fognak beiktatni” és, hogy a „figyelmem arra fordul, hogy megtörténjen a hatalom sima, rendes és zökkenőmentes átadása” a Biden-kormánynak.[158][159] Cassidy Hutchinson tanúvallomása szerint az egyik indok arra, hogy ezt a beszédet leadta az volt, hogy attól félt, hogy az alkotmány 25. kiegészítésének felhasználásával eltávolítják hatalomból.[160]
- 14:30: Egy közvetített interjúban Nancy Pelosi felszólította Steven Sundot, hogy mondjon le pozíciójáról, mint a Capitoliumi Rendőrség főkapitánya. „Szerintem Mr. Sund... Nem is hívott fel minket, amióta minden történt.”[161] Sund később beadta lemondását, január 16-i távozással. A Szenátus és a Képviselőház katonai parancsnokai is lemondtak.
- 21:30 körül: A Capitoliumi Rendőrség tisztje Brian D. Sicknick meghal két agyi érkatasztrófa következtében.[162][163][164]

### 2021. január 8., Péntek
- 10:00: Sundot értesítik, hogy lemondását előrehozták január 8-ra, 16. helyett. Yogananda Pittmant beiktatják, mint az új parancsnok.[165]
- Trump bejelenti, hogy nem fog részt venni Biden beiktatásán, január 20-án.[166]
- A Twitter véglegesen törli Trumpot a platformról.[167]
- Parler, amely platformot elméletileg használtak a tervezésre, eltávolítják a Google Play Áruházból, miután újabb támadásokat kezdtek tervezni a Capitolium ellen.[168]
- Az FBI helyettes igazgatója Steven D’Antuono elmondja újságíróknak, hogy nincs bizonyíték, hogy az Antifa részt vett volna az ostromban.[169]

### 2021. január 9., Szombat
- Félig leeresztik a Capitolium egyik zászlaját, hogy megemlékezzenek Sicknick rendőrtisztről.[11][170]
- Az Apple eltávolítja a Parlert az App Store-ból.[171]
- Az Amazon Web Services bejelenti, hogy többet nem fog otthont adni a Parlernek, január 11-től, amely a platform teljes halálát jelentené.[172][173][174]

### 2021. január 11., Hétfő
- 02:59: A Parler offline.[175]
- A Nemzeti Gárda engedélyt kap, hogy 15 ezer gárdistát küldjenek Washingtonba.
- Az FBI tagadja, hogy Trump-támogatók terveznek támadásokat az állami Capitoliumok ellen január 17. és január 20. között.[176][177][178][179]

### 2021. január 12., Kedd
- Alex Holder interjút készít Mike Pence-szel. Az interjú közben kapott emailt arról, hogy esetleg használni fogják a alkotmány 25. kiegészítését Trump ellen. Pence egy szóvivője azt mondta, hogy az alelnök már korábban elutasította a lehetőséget.[180][181]

### 2021. január 13., Szerda
- Trump elnököt a Képviselőházban felelősségre vonják másodjára, amellyel az első elnök lesz, aki ellen az eljárást kétszer is lefolytatták.[182]
- Az FBI azt javasolja a rendőrségnek, hogy vigyázzanak a Capitolium ostromával kapcsolatban lévő gyanúsítottak letartóztatása közben, főleg, ha viselnek testvértet.[183]

### 2021. január 19., Kedd
- Az oregoni Republikánus Párt elítéli azon képviselőket, akik arra szavaztak, hogy vád alá helyezzék az elnököt.[130][184]

### 2021. január 20., Szerda
- Beiktatják a korábbi alelnök Joe Bident, mint az ország 46. elnöke és Kamala Harris szenátort, mint az ország 49. alelnöke. A Nemzeti Gárda a helyszínen volt, hogy biztosítsák az esemény lezajlását.[185][186]

### 2021. január 27., Szerda
- A fővárosi rendőrség parancsnoka bejelenti, hogy az egyik rendőrtiszt, aki ott volt az ostrom idején a Capitoliumnál, öngyilkos lett, illetve, hogy több tiszt is traumától szenved.[187]
- Három Oath Keepers-tagot is elítélnek az események megtervezéséért.[22]

### 2021. február 19., Péntek
- Hat Oath Keepers-tagot is elítélnek az események megtervezéséért és az elkövetett erőszakért.[22]

### 2021. április 19., Hétfő
- Bejelentik, hogy rian Sicknick halálának oka agyi érkatasztrófa volt, halálát természetesnek nevezték, külső és belső sérülések jele nélkül.[188][189]

### 2021. július 27., Kedd
- Megkezdődnek a meghallgatások az Amerikai Egyesült Államok Capitoliumának ostromáról.[190]